# Oecetis canariensis
Oecetis canariensis là một loài Trichoptera trong họ Leptoceridae. Chúng phân bố ở miền Cổ bắc.